# Holpertal
Das Holpertal ist ein etwa 1,2 km langes Kerbtal im Pfälzerwald. Es liegt in der Gemarkung der Gemeinde Ramberg im rheinland-pfälzischen Landkreis Südliche Weinstraße und gehört naturräumlich zum Dahner Felsenland.
Der für derartige Täler typische v-förmige Querschnitt wurde durch das Wasser des Holpertalbachs geschaffen, der sich tief in das Gesteinspaket des Unteren Buntsandsteins eingeschnitten hat. Der Talgrund steigt von etwa 260 auf 435 m Höhe an, die Talhänge sind mit Mischwald und Edelkastanien bestanden. Während aus dem Tal früher Rohstoffe zur traditionellen Besen- und Bürstenproduktion entnommen wurden, stehen heute Forstwirtschaft und Tourismus im Vordergrund.
Im engeren Umkreis des Holpertals gibt es eine Reihe von Sehenswürdigkeiten. Dazu gehören die Ruinen der Burgen Meistersel, Ramburg und Neuscharfeneck, das Bürstenbindermuseum in Ramberg sowie weitere Ausflugs- und Wanderziele.

## Geographie

### Lage
Das Holpertal liegt im Naturpark Pfälzerwald und im Biosphärenreservat Pfälzerwald-Vosges du Nord. Gemeinsam mit dem Nonnental bildet es den nördlichen Talschluss des vom Dernbach durchflossenen Ramberger Tals. Es erstreckt sich nördlich der Wohnbebauung von Ramberg etwa 1,2 km nach Nordosten und steigt dabei von etwa 260 auf 435 m (Sattel zwischen Burg Meistersel und Drenselberg) an, was zu einem relativ steilen Anstieg der Talsohle von durchschnittlich 15 % entsprechend 15 Höhenmetern auf 100 m Wegstrecke führt. Nordnordwestlich des Gebirgspasses Drei Buchen (402,9 m), der das Ramberger Tal vom Tal des Modenbachs trennt, endet das Tal zwischen dem Drenselberg im Nordwesten und der Burgruine Meistersel im Südosten.

### Naturräumliche Zuordnung
Das Holpertal gehört in der naturräumlichen Haupteinheitengruppe Haardtgebirge (Nr. 17) und in der Haupteinheit Dahn-Annweiler-Felsenland (171) zur Untereinheit Annweiler-Albersweiler-Ausraum (171.0).

### Fließgewässer
Das untere Holpertal wird vom Holpertalbach durchflossen, der etwa 0,7 km lang ist. Er entspringt auf rund 316 m Höhe und mündet am Talausgang auf etwa 258 m in den Dernbach; sein mittleres Sohlgefälle ist mit rund 8 ‰ also relativ groß. Der Dernbach vereinigt sich dann mit dem Eußerbach zum Eisbach, der bei Albersweiler die Queich erreicht, einen linken Nebenfluss des Rheins.

### Berge
Das Holpertal weist eine enge Sohle und steile, zum Teil mit Felsen durchsetzte Hänge auf. Es ist von Bergen umgeben, die eine Höhe bis über 600 m erreichen. Nächstgelegene Erhebungen sind im Westen der Hühnerberg (476,9 m) mit dem Harzofenberg (556,4 m) jenseits davon, im Norden der Drenselberg (523,8 m), im Osten der Roßberg (637 m) und im Süden der Orensberg (581,2 m).
Errechnet man den Mittelwert dieser Gipfelhöhen (ohne die Hühnerberghöhe), so erhält man als durchschnittliche Höhe der das Holpertal umgebenden Berge einen Gipfelwert von 574,6 m. Die Differenz zwischen diesem Wert und dem mit 260 m tiefsten Punkt des Holpertals beschreibt den maximalen Höhenunterschied zwischen Talsohle und gemitteltem Gipfelwert bzw. die maximale Tiefe des Tals. Sie beträgt im vorliegenden Falle fast 315 m, ein Wert, der für ein Mittelgebirgstal relativ hoch ist. Ursächlich ist die geomorphologische Struktur des Holpertals, das tief in die Gesteinsschichten des Buntsandsteins eingeschnitten ist (siehe Abschnitt Geologie).

### Klima
Das Ramberger Tal wird von den für den Pfälzerwald typischen atlantischen Einflüssen mit mäßig warmen und feuchten Luftmassen geprägt. So beträgt die mittlere Jahrestemperatur laut dem im Jahr 1957 erschienenen Klimaatlas Rheinland-Pfalz im Talschluss des Holper- und Nonnentals etwa 8 °C. Dabei sind die mikroklimatischen Voraussetzungen enger Gebirgstäler wie verstärkte nächtliche Abkühlungseffekte und geringere Sonneneinstrahlung mit zu berücksichtigen. Ergänzt man die Angaben des Klimaatlas durch neuere Daten des Deutschen Wetterdienstes aus den Jahren 1961 bis 1990, so lässt sich für das obere Holper- und das Nonnental ein extrapolierter Wert von etwa 900 mm Jahresniederschlag ableiten. Im Vergleich dazu registrieren etwas weiter westlich liegende Messstationen des Deutschen Wetterdienstes durch Steigungsniederschläge („Luv-Effekte“) überdurchschnittlich hohe jährliche Niederschlagsmengen zwischen 910 mm in Annweiler am Trifels und 1125 mm am Forsthaus Taubensuhl.

## Geologie

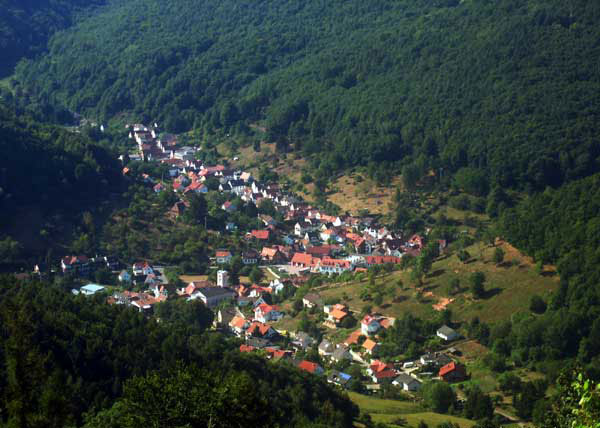
Ramberger Tal mit Seitentälern, rechts der Eingang des Holpertals

Der Buntsandstein und in geringerem Maße auch der Zechstein prägen die Oberflächengestalt des Pfälzerwalds und somit auch die morphologische Struktur des Holpertals als felsiges Kerbtal. Landschaftsbestimmend sind dabei in erster Linie Formationen des Unteren Buntsandsteins, wobei den nach dem Felsenriff des Trifels benannten Trifels-Schichten besondere Bedeutung zukommt. Ihre Sandsteine enthalten viel Quarz; sie sind deshalb stark verfestigt und verwittern zu sandigen, nährstoffarmen Böden. Daneben wurden an tieferen Stellen des Holper- und Dernbachs durch Erosion auch Formationen des Zechsteins aufgeschlossen, wobei vor allem die Annweilerer Schichten mit Fein- und Mittelsandsteinen und die Speyerbachschichten mit braunroten Tonsteinen vertreten sind. Weil diese Materialien von weicherer Konsistenz sind, wurden sie unterhalb des Holpertals im Mündungsbereich des Holpertalbachs in den Dernbach und in dessen weiterem Verlauf stärker ausgeräumt. Dadurch erweiterte sich ab dort die Talsohle des ursprünglichen Kerbtals zu einem Kastental, das Dernbach- und später Eisbachtal genannt wird.
Die Sandböden des Holpertals sind sehr wasserdurchlässig, so dass das Niederschlagswasser schnell in den Boden einsickern kann; es wird im Gestein der Trifelsschichten als Grundwasser gespeichert und weitergeleitet. Dabei fungieren Schiefertone der Speyerbachschichten als Quellhorizont, an dem der Holpertalbach als Schichtquelle austritt. Angesichts der Siedlungsferne der Quelle sowie wegen der Mineralarmut und Filterfunktion des Buntsandsteins enthält das Wasser nur wenige Lösungsstoffe, was zu niedriger Wasserhärte mit dem Härtebereich weich führt.

## Flora

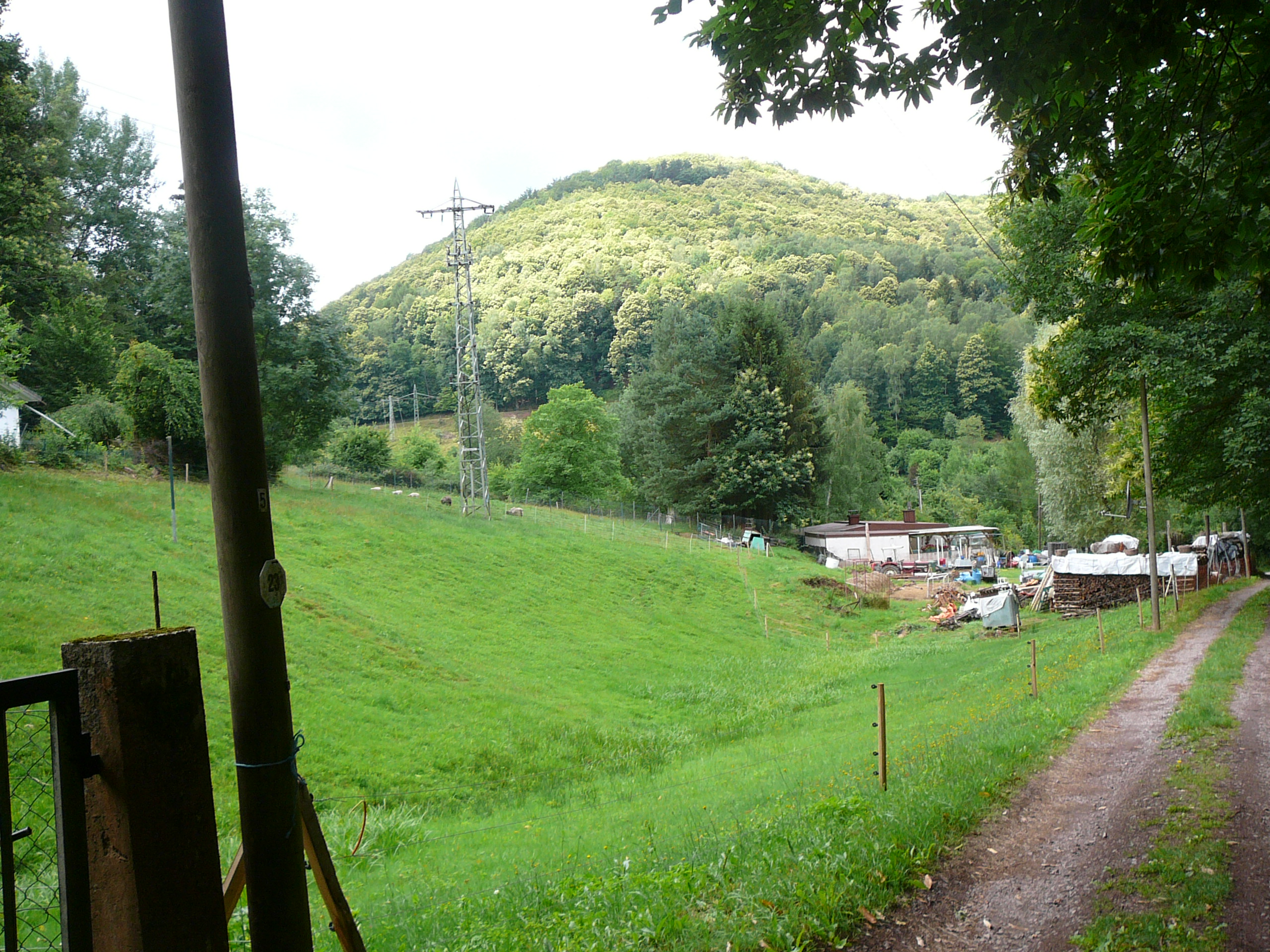
Unteres Holpertal: Blick in Richtung Dernbach, dahinter der Burgberg der Ramburg

Der größte Teil des Tals ist bewaldet, nur entlang des Talgrundes wechseln Wiesen und künstlich von Bäumen und Sträuchern freigehaltenes Gelände mit Buschwerk, kleineren Fichtengruppen und Erlen ab. Im oberen Bereich des Tals und an seinen Hängen gibt es Mischwälder aus Kiefern, Buchen, Eichen, Lärchen und anderen Baumarten. Die Edelkastanie, die auch in den Wäldern oberhalb von Ramberg häufig in größeren Beständen anzutreffen ist, wurde schon im 1. Jahrhundert n. Chr. von den Römern im Gebiet der heutigen Pfalz eingebürgert und findet besonders im milden Klima des Haardtrandes gute Wachstumsbedingungen vor.

## Geschichte
Der Name des Holpertals erklärt sich aus dem unebenen und mit Felsbrocken übersäten Talgrund, dessen Hänge ziemlich steil ansteigen („holpriges Tal“). Das Gebiet gehörte zum Ramberger Gemeindewald. Bei der Einmündung des Holpertalbachs in den Dernbach weisen der Straßenname Mühlstraße und eine verbliebene teichartige Weitung des Holpertalbachs darauf hin, dass dort einst unterhalb eines Stauweihers eine Mühle betrieben wurde.
Nach der napoleonischen Zeit wurde die Pfalz 1816 dem Königreich Bayern zugeschlagen, dessen Verwaltung manche Fachausdrücke aus dem Französischen beibehielt. So wurden Forstabteilungen weiterhin als „District“ bezeichnet und nur die Schreibweise zu „Distrikt“ eingedeutscht: 1835 ließ die Gemeinde eine gewölbte Brücke im Distrikt Holberthal bauen, also wohl über den Holpertalbach, 1851 versteigerte sie Holz aus dem Distrikt Holperthal.
Das Tal wurde in den 1960er Jahren als Ferienwohngebiet genutzt. Aus dieser Zeit stammen einige kleine Immobilien, die teilweise noch Wohnzwecken dienen. Bei der Ausweisung des Pfälzerwalds als Landschaftsschutzgebiet im Jahr 1967 wurde das Holpertal zum Außenbereich erklärt und den Wohnbauten Bestandsschutz zugesprochen. Seit Einrichtung des Biosphärenreservats Pfälzerwald-Vosges du Nord 1998 unterliegt das Tal den Vorschriften des Naturschutzes.

## Sehenswürdigkeiten

### Bauwerke

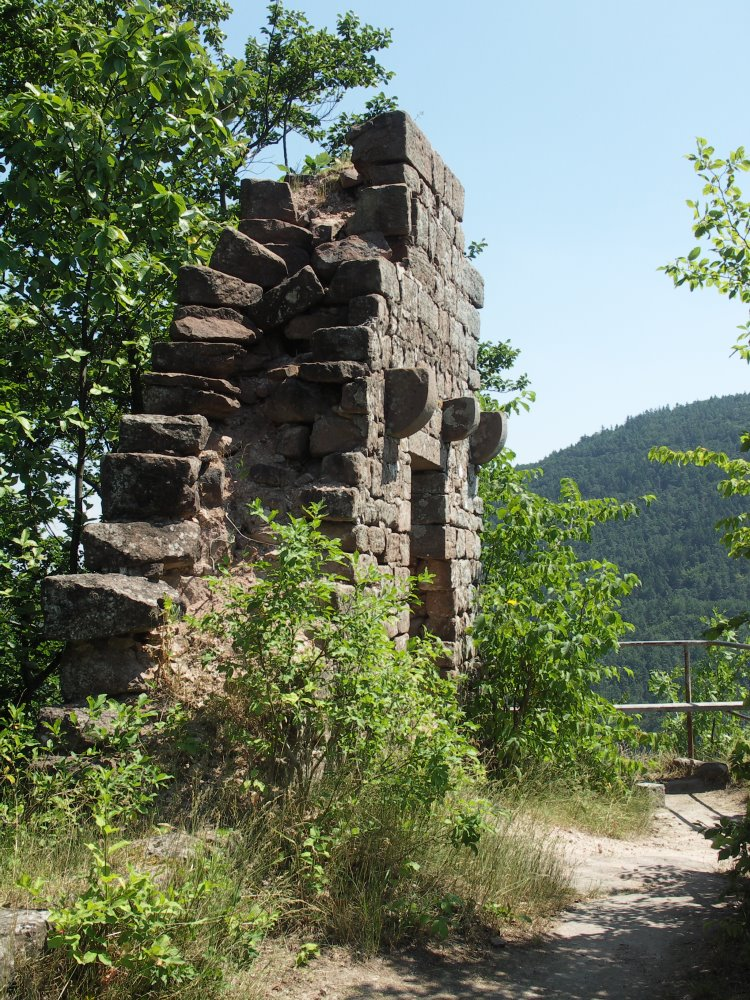
Ruine Meistersel, Mauerrest des Palas

In einem Umkreis von 2 km liegen die Ruinen der mittelalterlichen Burgen Ramburg, Meistersel – auch Modeneck oder Modenbacher Schloss genannt – und Neuscharfeneck. Burg Meistersel ist nur wenig vom oberen Ende des Holpertals entfernt, das unterhalb der Burg verlaufende Modenbachtal gilt als „landschaftlich besonders schöne Strecke“. Gegenüber der Meistersel, links über dem Modenbachtal, sind die spärlichen Reste der Frankenburg erhalten, die auch Frankenfelsen genannt werden.
Etwa 3 km vom Holpertal entfernt steht im Norden auf dem 613,6 m hohen Steigerkopf der Schänzelturm, dessen Name („kleine Schanze“) an eine Schlacht von 1794 zwischen Preußen und französischen Revolutionstruppen erinnert. Ebenso weit im Süden liegt am Orensberg der Ringwall einer karolingischen Fliehburg aus dem 8. Jahrhundert.

### Naturdenkmäler

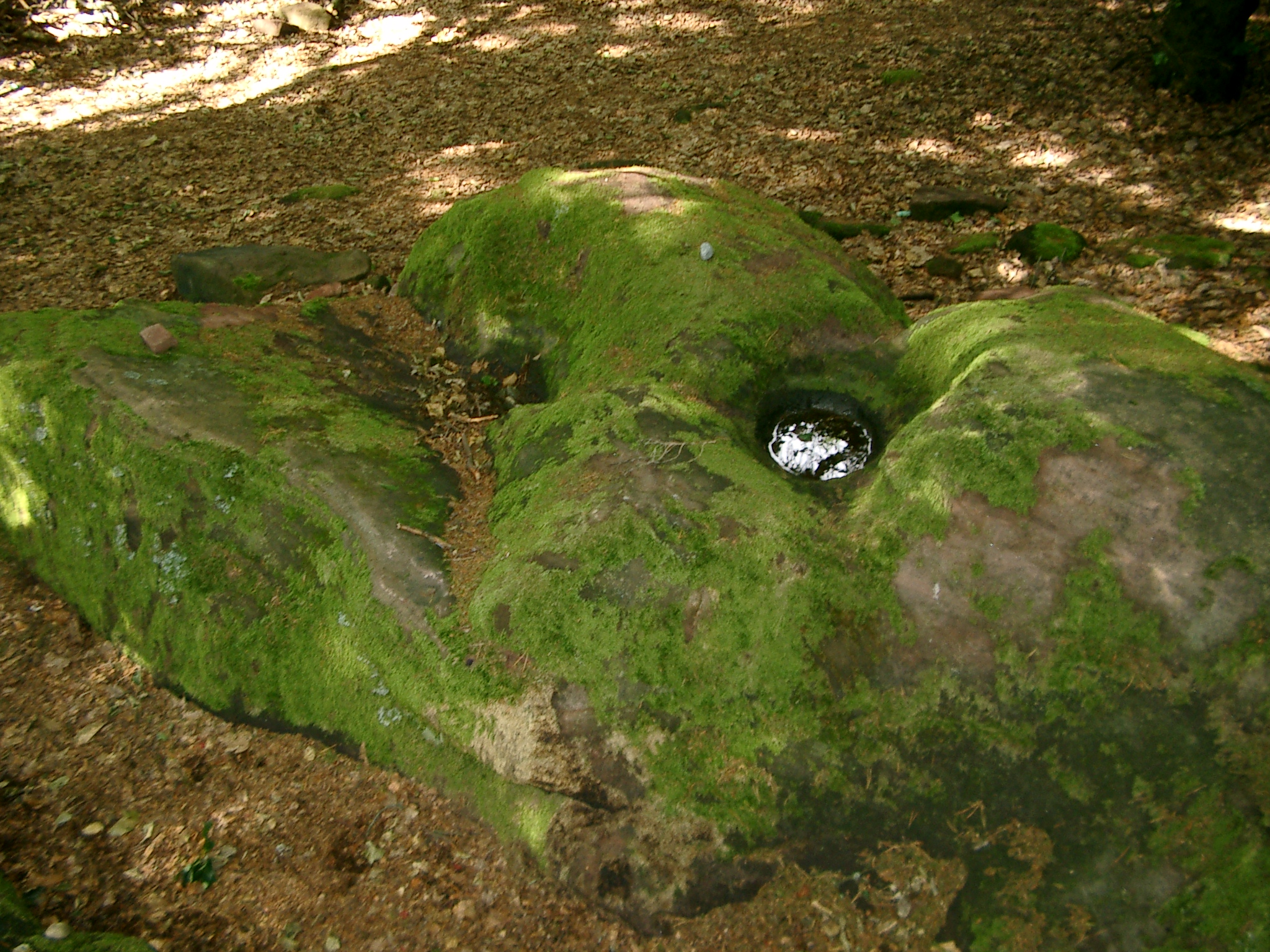
Angeblicher „Gletschertopf“ auf dem Kesselberg

Etwa 2,5 km nordöstlich des Holpertals finden sich im Gipfelbereich des Kesselbergs (661,8 m), des zweithöchsten Berges im Pfälzerwald, Felsgebilde mit schüsselförmigen Vertiefungen, die in älteren Quellen häufig als Opferschalen oder Gletschermühlen bezeichnet werden. Diese Aussagen sind jedoch weder durch historische noch durch geologische Untersuchungen belegbar und lassen sich nicht aufrechterhalten. Weil der Pfälzerwald wegen seiner geringen Höhenlage während der pleistozänen Eiszeiten nicht vergletschert war, können keine glazialen Landschaftsformen wie zum Beispiel Gletschertöpfe oder -schrammen aufgetreten sein. Ursächlich für die Phänomene waren vielmehr Erosionsprozesse, die über Jahrmillionen aus den unterschiedlich harten Gesteinsschichten des Buntsandsteins (Karlstalschichten; obere Felszone mit Kugelfelshorizont) die eigenartig geformten Vertiefungen herausmodelliert haben.

### Museen

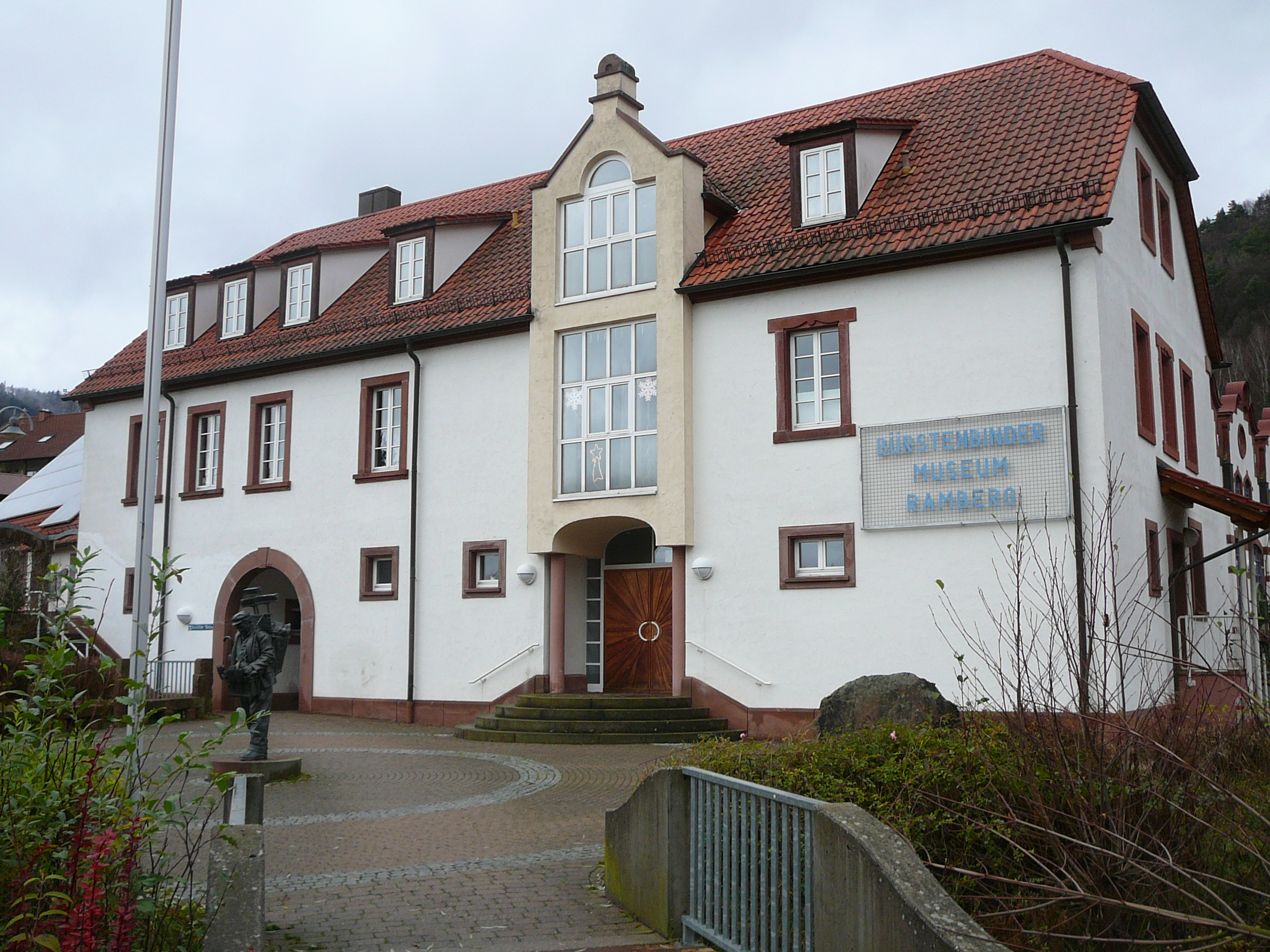
Das Bürstenbindermuseum in Ramberg

Die Gemeinde Ramberg war seit dem 18. Jahrhundert über die Grenzen der Pfalz hinaus für ihre Bürstenbinder und Bürstenhändler bekannt; über lange Zeit waren dies nahezu die einzigen Berufe, die in dem abgeschiedenen Ort ausgeübt wurden. Zunächst in mühsamer Handarbeit zu Hause, dann in industrieller Fertigung wurden Besen, Bürsten, Schrubber und ähnliche Gebrauchsgegenstände hergestellt. So gab es 1907 in Ramberg acht Bürsten- und Bürstenholzfabriken. Das Rohmaterial, vor allem Holz und Besenginster, wurde unter anderem aus dem Holpertal beschafft.
Die sozial- und industriegeschichtlichen Zusammenhänge lassen sich im 1997 eröffneten Bürstenbindermuseum erkennen, das eine Vielzahl von Exponaten präsentiert.

### Verkehr und Wanderungen

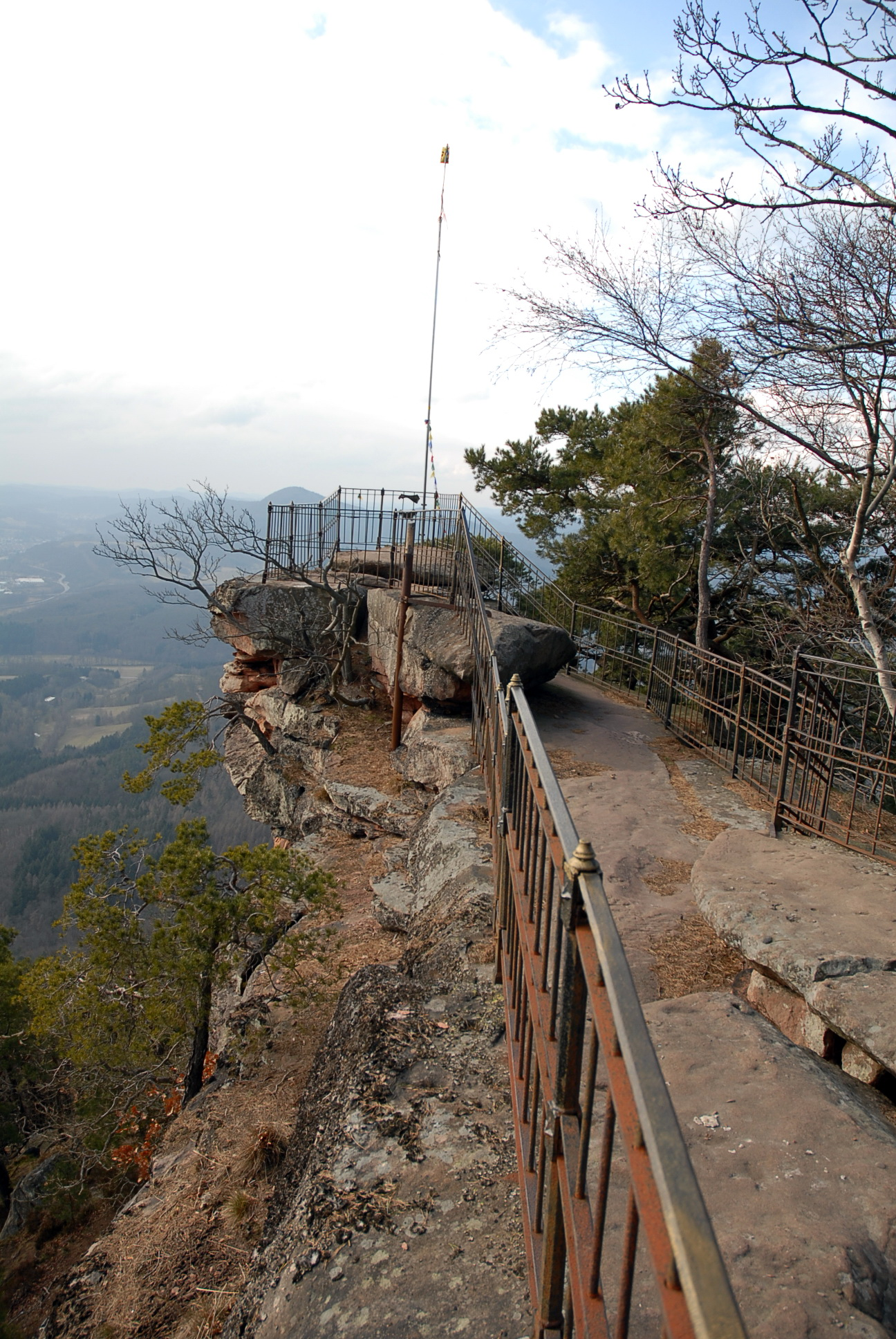
Aussichtspunkt Orensfelsen

Das Holpertal ist auf der Landesstraße 506 zu erreichen. Sie kommt von Süden aus der Ortschaft Ramberg und führt dann über die Nordhänge des Tals in Richtung Osten zum Gebirgspass Drei Buchen. Von dieser Straße zweigen im Tal verlaufende Wohngebietsstraßen von Ramberg ab.
Das Holpertal selbst wird von mehreren Waldwegen durchzogen, die in das lokale Wanderwegenetz der Gemeinde Ramberg eingebunden sind. Dabei handelt es sich neben einem kleineren Rundweg mit der Markierung Nr. 23 vor allem um den Bürstenbinderweg (Nr. 26) und den Museumsweg (Nr. 27), durch die eine Beziehung zur jahrhundertealten Ramberger Handwerkstradition des Bürstenbindens hergestellt wird (→ Abschnitt Museen).
Das Tal ist von Ramberg aus Ausgangspunkt für verschiedene Ziel- oder Rundwanderungen. Eine Tagestour verläuft zum Beispiel über den Pass Drei Buchen zur Burgruine Meistersel und anschließend mit dem Wegzeichen roter Punkt durch einsame Wälder zur Ruine Ramburg und zurück ins Holpertal. In östlicher Richtung erreicht man nach kurzem Aufstieg das Ramberger Waldhaus, eine bewirtschaftete Hütte des Pfälzerwald-Vereins (PWV), von der man über einen Höhenweg – Markierung weißer Strich mit schwarzem Punkt – die Ruine Neuscharfeneck, die Landauer Hütte des PWV und die Aussichtskanzel des Orensfelsens auf dem Orensberg erwandern kann. Ein weiterer häufig begangener Weg mit der Kennzeichnung blauer Strich führt in Richtung Oberrheinische Tiefebene zur Trifelsblick-Hütte des PWV; von dort aus besteht die Möglichkeit, über die St.-Anna-Kapelle, eine Wallfahrtskirche, zum Haardtrand abzusteigen, zum Beispiel in die Weindörfer Burrweiler oder Gleisweiler.